# Pandesari
Pandesari is een bestuurslaag in het regentschap Malang van de provincie Oost-Java, Indonesië. Pandesari telt 10.306 inwoners (volkstelling 2010).